# 運航管理者
運航管理者（うんこうかんりしゃ）とは、航空において国土交通大臣の行う運航管理者技能検定に合格した者。

## 概要
- 航空法第77条に基づき、航空運送事業において安全な運航を確保するため、航空機乗組員に適切な情報を提供し、管理者として必要な指示を行う。いわゆるディスパッチャーである。

## 必要な航空機
航空運送事業の用に供する航空機のうち以下のもの
- 最大離陸重量5700kg以上の飛行機
- 最大離陸重量9080kg以上の回転翼機（外国人が経営又は受託運航している航空機を除く）

## 受験資格
- 21歳以上で、航空運送事業の用に供する航空機の運航に関して、1号から5号までに掲げる経験のうち、1つの経験を2年以上有する者、および2つ以上の経験をそれぞれ1年以上有する者、並びに6号の経験を1年以上有する者

1. 操縦を行った経験
2. 空中航法を行った経験
3. 気象業務を行った経験
4. 航空機に乗り組んで無線設備の操作を行った経験
5. 航空交通管制の業務を行った経験
6. 運航管理者の業務の補助の業務を行った経験

## 試験
- 航空の運航管理者は学科と実地の試験がある。学科試験は3月と、7月もしくは8月の年2回行われるが、実地試験については学科試験合格後に国土交通省航空局と調整の上、随時試験となっている。
- 実地試験は国土交通省航空局の試験官により実施されるのが通常であるが、指定運航管理者養成施設の認定を受けている事業者（JAL・ANA等の大手航空会社）については、認定を受けた査察運航管理者が試験を代行することができる。

### 試験科目
学科
　9時~16時50分まで
1. 空中航法（2時間）
2. 航空法規等（40分）
3. 航空気象（1時間）
4. 航空工学（1時間）
5. 航空通信（40分）
6. 施設（40分）

実地
　概ね4時間~5時間程度
1. 天気図の解説
2. 航空機の航行の援助